# Satyricon (film)
Satyricon (1969) este un film cult, în regia lui Federico Fellini, o adaptare liberă a faimoasei opere omonime a lui Petroniu.
Înainte de a-l regiza, Federico Fellini a declarat despre acest film: Vreau să fac un basm misterios  și sugestiv.